# Диалло, Сайфулай
Сайфулай эль-Хадж Диалло (фр.  Saifoulaye  El Hadj Diallo; 1 июля 1923, Диари — 25 сентября 1981, Конакри) — государственный и политический деятель Гвинеи, экономист и дипломат, ближайший соратник первого президента страны Ахмеда Секу Туре. Политический секретарь Демократической партии Гвинеи в 1958—1963 годах, министр иностранных дел Гвинеи в 1969—1972 годах.

## Биография

### Карьера финансиста и политика
Родился 1 июля 1923 года в Диари округа Лабе (Французская Гвинея) в семье кантонального вождя народности фульбе. Получил среднее образование в школах Тимбо и Лабе, затем окончил школу Камиллы Гей в Конакри. Окончил колледж Уильяма Понти в Дакаре (Сенегал), после возвращения на родину работал бухгалтерским служащим в колониального казначейства в Ниамее (Нигер) в 1944—1947 годах, Конакри в 1947—1949 годах, Бобо-Диуласо в 1949—1955 годах (Верхняя Вольта) и Маму (Гвинея) в 1955—1956 годах. В 1946 году был одним из основателей Африканского демократического объединения (АДО). Был генеральным секретарем отделения АДО в Ниамее. В 1947 году стал одним из участников создания Демократической партии Гвинеи и был избран членом политбюро ДПГ. В 1949—1955 годах был генеральным секретарем отделения АДО в Бобо-Диуласо.

### В Национальном собрании Франции
На выборах 2 января 1956 года избран одним из трёх депутатов от Гвинеи в Национальное собрание Франции по списку Африканского демократического объединения. Был членом парламентской комиссии торгового флота и рыболовства и экономической комиссии, заместителем члена финансовой комиссии. В марте 1956 года участвовал в обсуждении так называемого закона-рамки для заморских территорий. В ноябре 1956 года избран мэром города Маму (Средняя Гвинея) и стал административным секретарем отделения ДПГ. В марте 1957 году избран депутатом и председателем Территориальной ассамблеи Французской Гвинеи. В мае 1957 года избран членом Большого совета Французской Западной Африки. В январе 1958 года уклонился от обсуждения предназначенного для Алжира закона, внесённого Феликсом Гайяром. 27 мая того же года поддержал реформу конституции Франции предложенную Пьером Пфлимленом. Не участвовал в утверждении программы правительства де Голля 1 июня 1958 года, но 2 июня поставил на голосование проект относительно полных полномочий правительства.

### Второй человек в независимой Гвинее
После провозглашения независимости Гвинеи Диалло сложил депутатские полномочия в национальном собрании Франции и в ноябре 1958 года избран председателем Национального учредительного собрания Гвинейской республики. Сайфулай Диалло считался одним из наиболее приближенных соратников Секу Туре, его иногда называли «вторым Я» гвинейского президента.
В 1958 году занял второй по значению пост в партии, став политическим секретарем ДПГ и оставил пост мэра города Маму.
14 августа 1959 года во главе правительственной делегации Гвинеи Диалло прибыл с многодневным визитом в Советский Союз, способствовал установлению тесного сотрудничества между двумя странами. Визит был завершён 25 августа, а за день до этого, 24 августа 1959 года, Диалло подписал первое Соглашение об экономическом и техническом сотрудничестве между СССР и Гвинеей. Советский Союз начал оказывать существенную экономическую помощь молодой республике, прервавшей традиционные связи с Францией.
В 1961 году возглавлял делегацию ДПГ на XXII съезде КПСС.
26 мая — 5 июня 1962 года, в период расцвета советско-гвинейских отношений, Сайфулай Диалло вновь посетил СССР с официальным визитом, на это раз в ранге государственного секретаря по иностранным делам.
В 1963 году Диалло был назначен государственным министром финансов и планирования. Одновременно он оставил пост политического секретаря ДПГ и стал заместителем председателя комиссии по организационным вопросам и политическому контролю, оставшись членом Национального политбюро ДПГ. С сентября 1967 года — председатель комиссии по социальным делам ДПГ.

### Министр иностранных дел
16 мая 1969 года назначен государственным министром иностранных дел Гвинейской республики.
Во время попытки свержения Секу Туре в ноябре 1970 года Диалло стал одним из 10 членов Верховного командования, созданного для руководства военными действиями.
9 июня 1972 года, после изменения структуры правительства, проведенной съездом ДПГ, оставил пост министра иностранных дел.
Скончался 25 сентября 1981 года в Конакри и с почестями похоронен в Мавзолее Камаенн на территории сада Большой мечети в Конакри. В 1984 году рядом с ним похоронили и Секу Туре.

## Семья
Его дядя по отцу эль-Хадж Амаду Лариа Диалло был федеральным секретарем округа Лабе.